# Deutsche Bank Park
Het Deutsche Bank Park (voorheen: Commerzbank-Arena) is een multifunctioneel stadion gelegen in Frankfurt am Main, Duitsland. In het stadion is plaats voor 58.000 toeschouwers en is de thuishaven van voetbalclub Eintracht Frankfurt. Het stadion opende in 1925 zijn deuren en heette tot 2002/2005 het Waldstadion. In hetzelfde jaar werd de finale van het Duitse voetbalkampioenschap er gespeeld.
Gedurende de Tweede Wereldoorlog werd het Waldstadion gebruikt voor politieke evenementen.
Het stadion was een van de twaalf stadions tijdens het Wereldkampioenschap voetbal 2006. Er werden vier groepswedstrijden en één kwartfinale gespeeld.
Voor het gebruik tijdens het Wereldkampioenschap voetbal 2006 moest het stadion vrijwel geheel gerenoveerd worden om aan de veiligheidsvoorwaarden te voldoen.
In 2002 werd de laatste wedstrijd in het Waldstadion gespeeld. In de drie jaren daarna werd het stadion geleidelijk afgebroken en vervangen voor een nieuw stadion. In 2005 werd het nieuwe stadion geopend en kreeg het de naam Commerzbank-Arena. Sinds 1 juli 2020 is de officiële naam voor het stadion Deutsche Bank Park.

## Interlands op het WK en EK voetbal
| 1.  | 13 juni 1974 | Brazilië – Joegoslavië  | 0 – 0                 | WK 1974 Groepsfase 1e ronde (B) | 62.000 |  |  |
| 2.  | 18 juni 1974 | Schotland – Brazilië    | 0 – 0                 | WK 1974 Groepsfase 1e ronde (B) | 28.300 |  |  |
| 3.  | 22 juni 1974 | Schotland – Joegoslavië | 1 – 1                 | WK 1974 Groepsfase 1e ronde (B) | 56.000 |  |  |
| 4.  | 26 juni 1974 | Polen – Joegoslavië     | 2 – 1                 | WK 1974 Groepsfase 2e ronde (B) | 58.000 |  |  |
| 5.  | 3 juli 1974  | Polen – West-Duitsland  | 0 – 1                 | WK 1974 Groepsfase 2e ronde (B) | 62.000 |  |  |
|     |              |                         |                       |                                 |        |  |  |
| 6.  | 14 juni 1988 | Italië – Spanje         | 1 – 0                 | EK 1988 Groepsfase (A)          | 51.790 |  |  |
| 7.  | 18 juni 1988 | Engeland – Sovjet-Unie  | 1 – 3                 | EK 1988 Groepsfase (B)          | 53.000 |  |  |
|     |              |                         |                       |                                 |        |  |  |
| 8.  | 10 juni 2006 | Engeland – Paraguay     | 1 – 0                 | WK 2006 Groepsfase (B)          | 48.000 |  |  |
| 9.  | 13 juni 2006 | Zuid-Korea – Togo       | 2 – 1                 | WK 2006 - Groepsfase (G)        | 48.000 |  |  |
| 10. | 17 juni 2006 | Portugal – Iran         | 2 – 0                 | WK 2006 Groepsfase (D)          | 48.000 |  |  |
| 11. | 21 juni 2006 | Nederland – Argentinië  | 0 – 0                 | WK 2006 Groepsfase (C)          | 48.000 |  |  |
| 12. | 1 juli 2006  | Brazilië – Frankrijk    | 0 – 1                 | WK 2006 Kwartfinale             | 48.000 |  |  |
|     |              |                         |                       |                                 |        |  |  |
| 13. | 17 juni 2024 | België – Slowakije      | 0 – 1                 | EK 2024 (groep E)               | 45.181 |  |  |
| 14. | 20 juni 2024 | Denemarken – Engeland   | 1 – 1                 | EK 2024 (groep C)               | 46.177 |  |  |
| 15. | 23 juni 2024 | Zwitserland – Duitsland | 1 – 1                 | EK 2024 (groep A)               | 46.685 |  |  |
| 16. | 29 juni 2024 | Slowakije – Roemenië    | 1 – 1                 | EK 2024 (groep E)               | 45.033 |  |  |
| 17. | 1 juli 2024  | Portugal – Slovenië     | 0 – 0 n.v. (3–0 n.s.) | EK 2024 (achtste finale)        | 46.576 |  |  |